# Zerendi
Zerendi (kazakiska: Зеренді, ryska: Зеренда: Zerenda) är en ort i Kazakstan. Den ligger i oblystet Aqmola, i den norra delen av landet, 250 km nordväst om huvudstaden Astana. Zerendi ligger 384 meter över havet och antalet invånare är 8 369. Orten är distriktshuvudort i Zerendi audany.
Terrängen runt Zerendi är platt. Runt Zerendi är det glesbefolkat, med 8 invånare per kvadratkilometer. Det finns inga andra samhällen i närheten. Trakten runt Zerendi består till största delen av jordbruksmark.